# Heinrich Schaevius
Heinrich Schaevius (* 1624 in Kiel; † 7. November 1661 in Thorn) war ein deutscher Gymnasiallehrer und Dichter.
Schaevius studierte unter anderem an der Universität Rostock und der Universität Königsberg. Er wurde zum Doktor der Medizin und der Philosophie (Dr. med. et phil.) promoviert. 1650 wurde er Professor für Griechisch und für Poesie am Pädagogium Stettin, wo er bis zum Prorektor aufrückte. 1660 wechselte er als Rektor an das Thorner Gymnasium.
Schaevius veröffentlichte unter dem Pseudonym Euphrosine von Sittenbach ein Büchlein von den Leberreimen. In der Literaturgeschichte wurde er wegen dieses Buchs zeitweise sogar als der Erfinder der Leberreime dargestellt, dies aber zu Unrecht.
Schaevius veröffentlichte noch einige weitere Schriften. Er war ein gekrönter Dichter.
Schaevius starb im Jahre 1661 an der Pest.